# Giovanni Maria Camilleri
Giovanni Maria Camilleri OESA (lateinisch Ioannes Maria Camilleri; * 15. März 1843 in Valletta; † 7. November 1924 in Rabat, Malta) war ein maltesischer Ordensgeistlicher und Bischof von Gozo.

## Leben
Der in Valletta geborene und aufgewachsene Giovanni Maria Camilleri trat im Juli 1861 ebenda in den Augustinerorden (Augustiner-Eremiten) ein und empfing am 21. Dezember 1867 die Priesterweihe. Danach war er Dozent und schließlich Studienpräfekt. 1880 zum Doktor der Theologie promoviert, wurde er im selben Jahr zum Provinzial seines Ordens in Malta gewählt und 1884 als Professor für Moraltheologie an das internationale Kollegium bei Santa Monica, dem Generalat des Ordens in Rom, berufen. 1887 wurde er zum Konsultor der Kongregation für die Bischöfe und Regularen bestellt.
Papst Leo XIII. ernannte ihn am 11. Februar 1889 zum Bischof von Gozo. Die Bischofsweihe spendete ihm am 24. Februar desselben Jahres der Kardinalstaatssekretär und Kardinalprotektor des Augustinerordens, Mariano Kardinal Rampolla del Tindaro; Mitkonsekratoren waren sein Vorgänger Erzbischof Pietro Pace, erwählter Bischof von Malta, und Guglielmo Giosafat Giuseppe Pifferi OESA, Sakristan des Apostolischen Palastes. Giovanni Maria Camilleri nahm am 12. Mai 1889 von seinem Bistum Besitz.
Am 20. Januar 1924 trat er vom Bischofsamt zurück und wurde zum Titularbischof von Methone ernannt. Er starb 82-jährig in Rabat, Malta.

## Veröffentlichungen
- Giudizi dello storico Abb. Rohrbacher sopra alcuni punti della dottrina del S.P. e dot. mas. Agostino. Tipografia della Buona Stampa, 1887.